# رووس ایر
رووس ایر (به انگلیسی: Rovos Air) یک شرکت هواپیمایی با کد یاتا 6P است که در تاریخ ۲۰۰۲ میلادی تأسیس شده است.
دفتر مرکزی رووس ایر در آفریقای جنوبی واقع شده‌است.